# G20-Gipfel in Riad 2020
Der G20-Gipfel in Riad 2020 war ein Treffen der G20, das am 21. und 22. November 2020 hauptsächlich per Videokonferenz (G20 Virtual Leaders’ Summit), ansonsten in der saudi-arabischen Hauptstadt Riad, abgehalten wurde.

## Teilnehmer
Zu den Teilnehmern zählten Vertreter der G20-Mitgliedstaaten und der Europäischen Union (EU).
Als Gäste wurden die Vorsitzenden der Neuen Partnerschaft für Afrikas Entwicklung (Macky Sall), des Golf-Kooperationsrats (Chalifa bin Zayed Al Nahyan) und des Verbandes für Südostasiatische Nationen (Nguyễn Xuân Phúc), der Ministerpräsident Spaniens (Pedro Sánchez), der Premierminister von Singapur (Lee Hsien Loong) und der König von Jordanien (Abdullah II. bin al-Hussein) sowie der Präsidenten von Ägypten (Abd al-Fattah as-Sisi) und die Bundespräsidentin der Schweiz (Simonetta Sommaruga) eingeladen. Für die Schweiz war es die erste Einladung, um an allen Arbeiten der G20 mitwirken zu können.
Der amerikanische Präsident nahm nur knapp zwei Stunden an der Videokonferenz teil, fuhr dann Golf spielen und wurde durch Finanzminister Steven Mnuchin vertreten.

## Präsidentschaft
Der G20-Gipfel in Riad fand unter dem Vorsitz des saudischen Königs Salman bin Abdulaziz statt.
Das Königreich Saudi-Arabien hatte im Dezember 2019 die G20-Präsidentschaft im Vorfeld des Gipfels der Staats- und Regierungschefs übernommen, der am 21. und 22. November 2020 in Riad stattfand. Das Königreich leitete die Arbeit der G20 unter dem Thema „Realizing Opportunities of the 21st Century for All“ und konzentrierte sich auf drei Ziele:
- Empowerment von Menschen, indem die Bedingungen geschaffen werden, unter denen alle Menschen – insbesondere Frauen und Jugendliche – leben, arbeiten und gedeihen können.
- Safeguarding the Planet: durch die Förderung kollektiver Anstrengungen zum Schutz unserer globalen Gemeinschaftsgüter.
- Neue Grenzen gestalten: durch die Annahme langfristiger und mutiger Strategien, um die Vorteile von Innovation und technologischem Fortschritt zu teilen.

## Erstes Sherpa-Treffen
Das Treffen wurde von Fahad Almubarak, dem saudischen Sherpa, geleitet, dieser erläuterte: „Die G20 trägt der Welt gegenüber die Verantwortung, aktuelle und aufkommende Probleme zu überwinden, globale Herausforderungen gemeinsam anzugehen und die Welt zu einem besseren Ort für alle zu machen.“

## Nebenschauplätze
Am Rande des Gipfels wurde Saudi-Arabien vorbereitende Ministertreffen sowie andere Treffen hoher Regierungsbeamter und Vertreter des Privatsektors und von Nichtregierungsorganisationen organisieren.

## Notfallgipfel
Am 26. März 2020 hielten die Mitglieder der G20 per Videotelefonie und Videokonferenz einen Notfallgipfel ab, um inmitten der COVID-19-Pandemie eine koordinierte globale Reaktion gegen die Pandemie zu planen. Unter dem Vorsitz des saudi-arabischen Königs Salman, der den Vorsitz des G20-Gipfels für das Jahr 2020 innehatte, zielte das Treffen darauf ab, Wege zu finden, um die wirtschaftlichen Auswirkungen des Virus auf die Weltwirtschaft anzugehen, bei denen Menschen aufgrund der weltweit verhängten Sperren und Ausgangssperren ihren Arbeitsplatz und ihr Einkommen verlieren.
Die auf Menschenrechte fokussierte Nichtregierungsorganisation Amnesty International zeigte sich enttäuscht über den Ausschluss menschenrechtskonformer Aktionspläne beim Notfallgipfel. Amnesty International stellte eine Reihe von Forderungen, wie z. B. die Entwicklung hin zu einer kohlenstoffarmen und kohlenstofffreien Wirtschaft, die Gewährleistung des Zugangs zu Informationen für alle und vollständig integrierte Pläne aus der Gender-Perspektive. Darüber hinaus forderte die Nichtregierungsorganisation auch die Freilassung von Untersuchungshäftlingen und Gefangenen aus Gewissensgründen wie Raif Badawi aus Saudi-Arabien, Loujain al-Hathloul und Samar Badawi, um die Gefangenenpopulation und die mögliche Verbreitung des Coronavirus aufgrund ihrer geringen Immunität zu verhindern.

## Historischer Hintergrund
Die erste Teilnahme Saudi-Arabiens an den G20-Treffen fand 2008 auf dem Washingtoner G20-Gipfel 2008 in Washington statt. Zu diesem Zeitpunkt und als die Welt unter einer globalen Krise litt, war Saudi-Arabien der zehntgrößte Staatsfonds der Welt und besaß die zweitgrößten Ölreserven. Ursprünglich war der Beitritt Saudi-Arabiens zur G20 aufgrund seiner wirtschaftlichen Bedeutung als effektive Preiskraft auf dem Energiemarkt erfolgt.